# Kolbenturnierhelm

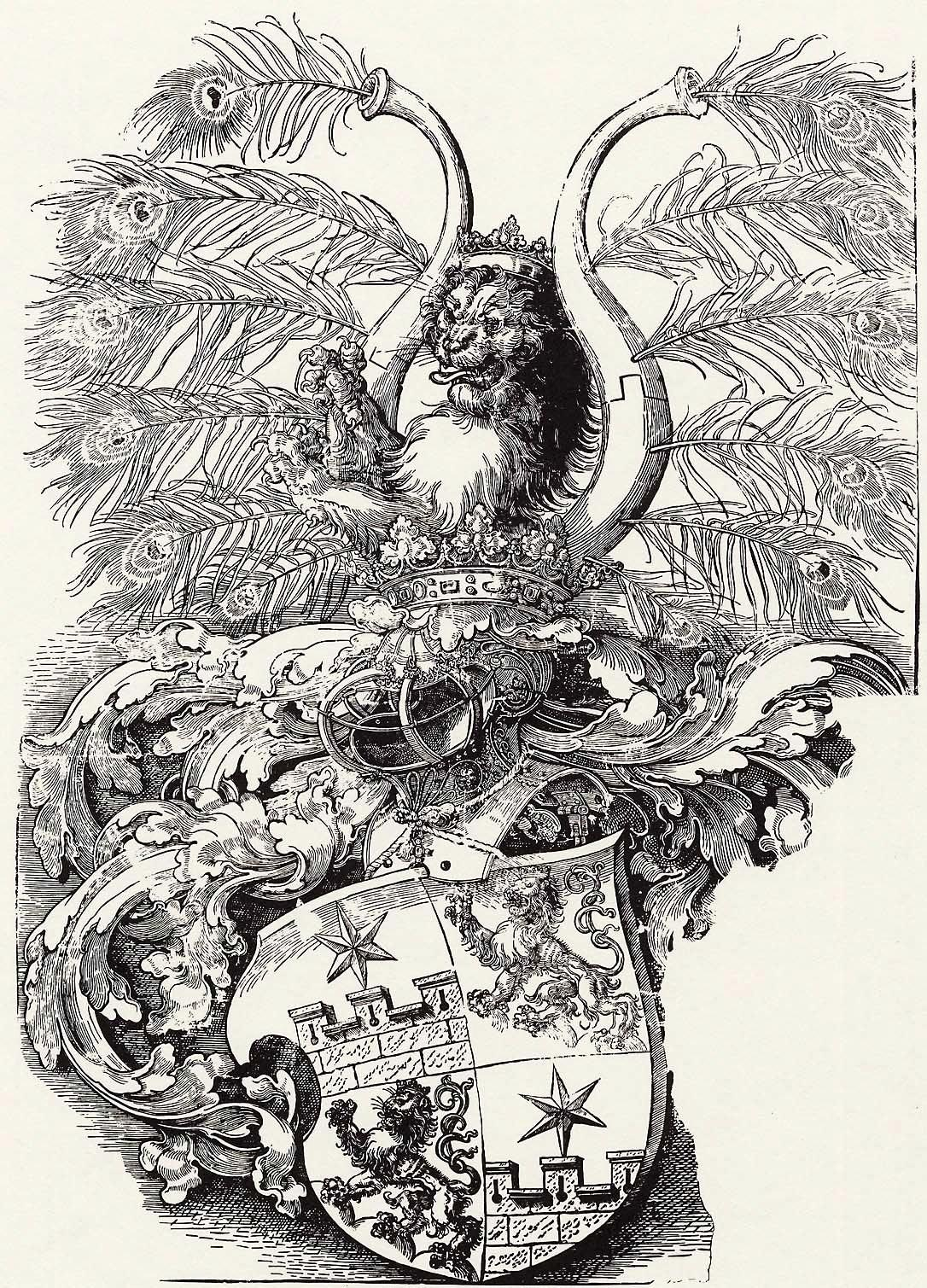
Stemma araldico della famiglia Roggendorf con Bügelhelm - Albrecht Dürer (1520).

Il Kolbenturnierhelm, anche Bügelhelm, era una particolare tipologia di elmo completo usato nel Rinascimento durante il torneo medievale del tipo Kolbenturnier. Si componeva di una grande campana metallica con una visiera a grata coprente il viso del cavaliere, grosso modo simile allo scafandro di un palombaro.

Ebbe larga diffusione in campo araldico ove però viene indicato, a torto, con il nome di Spangenhelm.

## Storia
Come chiaramente indicato dal nome, il Kolbenturnierhelm era arma bianca difensiva appositamente sviluppata per una particolare tipologia di manifestazione ludico-marziale, il Kolbenturnier. Sviluppato nell'areale del Sacro Romano Impero nel corso del Tardo Medioevo, il Kolbenturnier era una particolare forma di torneo nella quale lo scontro tra i contendenti non era primariamente focalizzato sull'uso della lancia da giostra bensì di apposite spade-clave vibrate preferibilmente contro la testa dell'avversario per debilitarlo, disarcionarlo e, letteralmente, metterlo knock-out.
Durante il regno di Federico III d'Asburgo, il Kolbenturnierhelm iniziò ad essere utilizzato in araldica quale tipologia di elmo da raffigurarsi nella cotta d'armi in quanto strumento d'uso precipuo della nobiltà.